# 全国商業高等学校協会

全国商業高等学校協会外観

公益財団法人全国商業高等学校協会（ぜんこくしょうぎょうこうとうがっこうきょうかい）は、東京都新宿区大京町に本部を置く元文部科学省所管公益法人。全国の商業高等学校、商業に関する科目を設置する高等学校が加盟する全国商業高等学校長協会が設立した公益法人で、ともに「全商（ぜんしょう）」と略される。各種検定試験の主催も行っている。

## 沿革
- 1948年（昭和23年） 設立
- 2005年（平成17年） 改築のため、一時的に信濃町へ移転。

## 理事長
- 大林誠(東京都立芝商業高校長)

## 実施事業
- 各種検定試験の主催（#検定試験節参照）
- 各種競技大会の主催（#競技大会節参照）

## 検定試験
現在、次の8種類(計10種目)の検定試験が実施されている。文部科学省後援である。なお、全商による全種目一級合格者表彰の対象となるのは、ビジネスコミュニケーション検定を除く9種目である。
- 珠算・電卓実務検定 (珠算、電卓)
- 簿記実務検定
- 情報処理検定 (プログラミング部門、ビジネス情報部門)
- ビジネス文書実務検定
- 商業経済検定
- 英語検定
- 会計実務検定
- ビジネスコミュニケーション検定

### 珠算・電卓実務検定(SD)
珠算・電卓による計算処理能力を判定する検定試験であり、1級〜6級の6段階に階級分けされている。
このうち、1級〜3級は、普通計算部門とビジネス計算部門に分かれており、各級の合格には両部門で70点以上を得る必要がある(100点満点)。このとき、普通計算部門の「珠算」および「電卓」の両方に合格すれば，当該級の「珠算」と「電卓」の２種目の合格となる。
普通計算部門とビジネス計算部門のどちらか一方のみの部門合格証書を有する者は，取得してから 5 回以内の検定において、不足の部門に合格したときに限り，当該の級の合格と認められる。
また、4級〜6級は、普通計算部門のみの450点満点の統一問題で実施され、350点以上で4級、300点以上で5級、250点以上で6級の合格が認定される。なお、1～3級では、申込時に計算用具を「そろばん」か「電卓」のいずれかを申請する。4～6 級は「そろばん」の使用のみである。
学習指導要領の改訂に伴い、令和3年度より4～6級の廃止と部門合格の有効回数の変更(5回→4回)、令和4年度より検定試験名を「ビジネス計算実務検定試験」に変更、普通計算部門の伝票算の廃止が予定されている。
- 普通計算部門（1級〜6級）
四則計算・乗除定位法・補数計算等の計算能力を問う。
乗算、除算、見取算、伝票算の問題が出題され、級が上がるほど桁数は大きくなる。なお、4級〜6級の試験では、伝票算は出題されない。
- ビジネス計算部門（1級〜3級）
減価償却率や利息計算など、ビジネスの諸活動に必要な計算の知識を問う。

### 簿記実務検定
簿記に関する検定試験であり、1級〜3級の3段階に階級分けされている。このうち、1級は、会計と原価計算の2科目に分かれており、それぞれ独立した試験であるが、両科目に合格しなければ1級合格とは認められない。合格点数は70点以上とし、合格者に対して合格証書が発行される。
１級の場合は、会計部門または原価計算部門のどちらかに合格すれば、部門合格証書が与えられる。この場合、受験した回より4回以内にもう一方の科目に合格すれば１級合格となる。しかし、４回以内に合格できなければ科目免除の権利は剥奪されてしまい、１級合格とはならない。
- 会計部門（1級）
原価計算と合わせて「全国商業高等学校協会主催　簿記検定1級」となる。
仕訳・決算書作成、会計理論の穴埋め問題、財務分析の問題が出題される。
- 原価計算部門（1級）
会計と合わせて「全国商業高等学校協会主催　簿記検定1級」となる。
工業簿記に関する仕訳問題、個別原価計算・総合原価計算・標準原価計算・ＣＶＰ分析の問題が出題される。
- 商業簿記部門（2級・3級）
基本的な簿記原理と商品売買を主としている企業で使われる簿記の問題が出題される。

### 会計実務検定
この検定は、2009（平成21）年度に新設された会計に関する検定であり、2009年10月25日に第1回検定が実施された。
- 出題内容としては、財務会計は、連結会計、税効果会計、キャッシュ・フロー会計、リース会計など日商簿記1級商業とほぼ同じ範囲。会計1級では取り扱わない内容も扱うことで、会計に関する知識を養おうとすることが目的。財務諸表分析は、収益性分析・安全性分析等、管理会計は、日商簿記1級工業簿記のCVP・直接原価計算、直接標準原価計算及び日商簿記1級原価計算とほぼ同じ範囲である。

### 情報処理検定(JS)
コンピュータの基本原理に関する基礎レベルの検定試験であり、1級〜3級の3段階に階級分けされている。このうち、1級・2級は、プログラミング部門とビジネス情報部門に分かれており、それぞれ独立した試験となっている。そのため、両部門の1級に合格すれば、2冠として認められる。また、3級及びビジネス情報部門2級は実技試験が実施される。
- プログラミング部門（COBOL・イベント駆動型BASIC）
用語問題及び、流れ図の問題やプログラム言語の穴埋め問題が出題される。
- ビジネス情報部門（旧：コンピュータ利用技術検定内容）
用語問題及び、表計算ソフト「Microsoft Excel」を使用してビジネス文書を作成する問題が出題される。
- 2015（平成27）年1月実施の検定をもってプログラミング部門COBOLの試験は終了し、2015（平成27）年9月実施の検定からプログラミング部門Javaの試験が開始された。
- 2022(令和4)年1月実施の検定をもってプログラミング部門大問7のJava・マクロ言語の選択問題は終了し、2022年(令和4)年9月実施の検定から流れ図の穴埋め問題となった。

### ビジネス文書実務検定
この検定は、2013（平成25）年度に新設した。ワープロ実務検定を細分化、パソコン入力スピード認定試験を統合し、科目ごとに合格が与えられるようになった。合格時の試験カウントは、ワープロ実務検定より継続している。
- 試験日程は、7月第1日曜日・11月第4日曜
- 範囲は、速度部門はパソコン入力スピード認定試験と同じ、ビジネス文書部門の実技と筆記はワープロ実務検定から一部変更・追加。文法などの表現も新たに追加された。ただし速度問題に関しては、第2回までは従来のワープロ実務検定と同範囲。
- 7月と11月は、速度部門とビジネス文書部門
- 2015（平成27）年度検定から、2月検定及び段位認定並びに英文問題は廃止となった。

### 商業経済検定
ビジネス・経済等に関する検定試験であり、次の5科目により実施されている。この検定は、ほかの検定と異なり、変則的な級制度を実施しており、ビジネス基礎に合格すると3級、その他の4科目のうち、1科目に合格すると2級、2科目に合格すると1級に、それぞれ合格したものと認められる。
- ビジネス基礎（3級）
企業の行う経済活動と社会の関係などをビジネスとして捉え、社会や経済の基礎を学ぶ「ビジネス基礎」の教科から出題される。
- マーケティング（1級・2級）
顧客が満足する商品やサービスを提供するための活動、現在の社会に関しての問題について学ぶ「マーケティング」の教科から出題される。
- ビジネス経済Ａ（1級・2級）
生産・流通・消費という経済の仕組みの中で商品や流通が果たしている役割について学ぶ「ビジネス経済」の教科から出題される。
- ビジネス経済Ｂ（1級・2級）
国際的なビジネス活動において必要とされる経済に関する知識について学ぶ「ビジネス経済応用」の教科から出題される。
- 経済活動と法（1級・2級）
経済活動や日常生活で必要とされる基本的な法律について学ぶ「経済活動と法」の教科から出題される。

なお、上記科目のうち、ビジネス基礎とマーケティングの2科目に合格すれば、販売士検定3級科目：マーケティングが免除される。さらに、その他の1科目を加えた合計3科目に合格すれば、販売士検定3級科目：販売・経営管理も免除される。

### 英語検定
英語に関する検定試験であり、1級〜3級の3段階に階級分けされている。
- 難易度は、日本英語検定協会の実施する英検よりも低く、1級は商業英語などの問題も出題される。
1級：英検2級・高校卒業程度　　2級：英検準2級・高校中等程度　　3級：英検3級・高校初等及び中学卒業程度
なお、2級以上取得することにより高等学校卒業程度認定試験の試験科目英語が科目免除となる。
- 答案審査は、英語のみ本部採点になる。
- 2020年12月試験をもって4級は終了

### ビジネスコミュニケーション検定
礼儀作法やマナー、コミュニケーション能力に関する検定試験である。級位認定はない。
- 試験日程は、毎年7月第4日曜日
- 試験種目は、筆記試験と面接試験である。
- 筆記試験の範囲は以下の8つで、4つの選択肢から正解を選択する形式で解答する。制限時間は40分。
  1. ビジネスマナーの重要性
  2. ビジネスマナーの実際
  3. コミュニケーションの重要性
  4. コミュニケーションスキル
  5. 総合問題
  6. ビジネスと経営組織
  7. 企業責任とビジネス倫理
  8. ビジネスに関する時事
- 面接試験の範囲は、規定問題と応用問題の2種類。面接方法は、試験委員2名に対して受験者6名の集団面接となる。一人当たりの面接時間は90秒である。
- 面接試験の評価は、身だしなみ・態度・動作が5段階評価、話し方が3段階評価、話の内容が3段階評価。点数はA〜Cで表され、B以上が合格となる。

### 過去に実施されていた検定
珠算実務検定
- 珠算による計算処理能力を判定する検定試験で、2003年6月（第106回）をもって終了し、第107回以降は「珠算・電卓実務検定」として、電卓実務検定と統合され、実施されている。
- 1級〜6級の6段階で、乗算、除算、見取算、応用計算（1級〜3級）の種目により実施されていた。

電卓実務検定
- 電卓を使用した計算処理能力を判定する検定試験で、2002年12月（第8回）をもって終了し、第9回以降は「珠算・電卓実務検定」として、珠算実務検定と統合され、実施されている。
- 1級〜3級の3段階で、見取算、伝票算、応用計算（1級〜3級）の種目により実施されていた。

情報処理検定（旧）
- プログラミングを中心とした情報処理能力を判定する検定試験で、2003年1月（第28回）検定をもって終了し、第29回以降は「情報処理検定（プログラミング部門）」として、コンピュータ利用技術検定と統合され、実施されている。
- 1級〜3級の3段階で、BASIC、COBOLなどの種目により実施されていた。

コンピュータ利用技術検定
- 表計算ソフト（Excel、Lotus）を用いた情報処理能力を判定する検定試験で、2002年9月（第9回）検定をもって終了し、第10回以降は「情報処理検定（ビジネス情報部門）」として、情報処理検定（旧）と統合され、実施されている。
- 1級〜3級の3段階で、実技試験と筆記試験により実施されていた。

英文ワープロ実務検定
- 英文タイプライタを使用した文書作成能力を判定する検定試験で、1998年11月（第43回）検定をもって終了した。
- 1級〜4級の4段階で、実技試験と筆記試験により実施されていた。
- 2006年度より、パソコン入力スピード認定試験（英語部門）として実施されていた。

ワープロ実務検定(WA)
- 文書処理の能力を判定する検定試験であり、2012（平成24）年11月（第47回）をもって終了した。2013（平成25）年度からはビジネス文書実務検定（前述）に移行し、試験カウントは、ワープロ実務検定のカウントを使用することになった。
- 1級〜4級の4段階に階級分けされていた。この検定は、実技試験と筆記試験により行われるが、4級の筆記試験は行われなかった。
- 実技試験は、制限時間内に与えられた原稿通りに文を入力する「速度問題」と、ビジネス文書を作成する「文書問題」により構成されていた。
- 筆記試験は、難読漢字・常用漢字・文書校正などの問題が出されていた。級に関わらず解答時間は15分で、80点以上が合格であった。

パソコン入力スピード認定試験
- 2006（平成18）年度に新設された、文章の速度に関する認定試験であり、2007（平成19）年2月10日に第1回試験が実施された。2013（平成25）年2月（第7回）をもってこの名称での試験は終了した。2013（平成25）年度からはビジネス文書実務検定（前述）に移行し、試験カウントはワープロ実務検定のカウントを使用することになった。
- 5段〜4級の9段階に階級分けされていた。
- ほかの検定と異なり、入力された文字数により判定されていた。
- 日本語部門と英語部門があり、日本語部門の級位認定者は、ワープロ実務検定の同級位の速度問題が免除されていた。

## 競技大会
2023年現在
- 全国高等学校ビジネス計算競技大会
- 全国高等学校ワープロ競技大会
- 全国商業高等学校プログラミングコンテスト
- 全国商業高等学校英語スピーチコンテスト
- 全国高等学校簿記競技大会
- 全国高等学校情報処理競技大会
- 全国高等学校生徒商業研究発表大会